# Стража (Вршац)
Стража (рум. Strajă, мађ. Strázsa, (касније Temesőr),  ) је насеље у граду Вршац, у Јужнобанатском округу, у Србији. Према попису из 2022. било је 490 становника.
Овде се налази ФК Виторул.

## Историја
Први колонисти су дошли у Банат већ 1718. године. Убрзо је Банат постао обећана земља сиромасима широм Европе. Држава је под привилегованим условима насељавала Немце занатлије, који су били први десет година ослобођени свих пореза. Осталим насељеницима је био обезбеђен превоз, бесплатан плац, материјал за изградњу куће, оруђе за обраду земље и вишегодишње повластице. Бечка комора је, желећи да од Баната створи златни рудник, осим Немаца насељавала и друге народе, Италијане и Шпанце који су били носиоци потпуно нове привредне гране на овим просторима – свиларства. Италијани су, осим производње свиле, развили веома успешно и производњу пиринча. Из других крајева аустријске царевине и Европе, досељавали су се у Банат и други народи: Чеси, Словаци, Румуни, Срби, Мађари, Бугари, Јермени и Цинцари. Разлози њиховог насељавања су били економске природе, рађени са циљем да се у Банату покрене заостала привреда. Носиоци привредног развоја су ипак били Немци, који су са собом из западне Европе донели најсавременија оруђа за индустрију и земљорадњу.
Назив места

Помиње се по први пут 1717. године:  . Око 1880. г: Стража. 1894. г: -мађ. Temes-Sträzsa-. 1911. г: Temes Ör. 1922. г: Стража.
У зиму 1716-1717. године налазио се овде логор царске коњице у одбрану Нове Паланке. Од пратње, маргетана, војних продалаваца и царских занатлија развило се, по одласку војске, насеље Лагердорф (Стража). Црквено је Лагердорф припадао Вршцу, а 1733. године Белој Цркви. Године 1734. помиње се као немачка колонија у вршачком диштрикту. Лагердорф је имао и пошту и, на Карашу, млин вршачких Немаца. Ова колонија је пропала 1738 године.
Године 1744. населили су напуштено село Румуни из Мале Влашке, на коју подсећа породично име „Крајован“. Лагердорф је 1749. године имао 85 домова.
Године 1774. додељен је Лагердорф влашкој-илирскојграничарској регименти. Аустријски царски ревизор Ерлер је 1774. године констатовао да место "Стража" (српски термин) припада Вршачком округу и дистрикту. Село има милитарски статус, ту је поштанска станица а становништво је претежно влашко. Лагердорф године 1782. године бројало је 917 православних становника. A 1792године подигнута је црква. Године 1802. броји 910 становника.
Године 1810. један од Ленгаурових узео је у закуп „Немачки млин“, који је и данас модернизован, у поседу те породице (2008. затворен). 1838. године додељен Лагердорф српском батаљону, а 1845. године јасеновачкој компанији српске граничарске регименте.
Октобра 1848. године био је овде табор једног одељења српске Алибунарске војске, које је прекинуло Мађарима везу између Вршца и Белецркве. Исти српски табор растурен је 7. новембра од Мађарског генерала Дамјанића.
1854. г. било је 1195 становника. 1857. г. изграђен је пут Лагердорф - Вршац. 1891. г. отворена је железничка станица.
Бројно кретање становништва: 1869. г: 1242 становника, 1880. г: 1367 становника, 1890. г: 1510 становника, 1900. г: 1606 становника, 1910. г: 1678 становника. Дакле нормалан прираст
1880. г. укинута пошта, алије 1902. г. поново отворена. Од 2. октобра 1908. г. до 17. новембра 1909. г. било је општинско представништво разрешено дужности.
31. јануар 1921. г. пописано је 1482 становника, од којих је било Румуна 1389, Срба 17, Немаца 10, Мађара 14, и осталих 52.
Седам општинских бележника и пет општинских кнезова наименовани су од октобра 1918. до 20 новембра 1927. г., када је извршен избор новог општинског представништва и општина своје функционере сама изабрала.

## Демографија
У насељу Стража живи 572 пунолетна становника, а просечна старост становништва износи 43,4 година (41,1 код мушкараца и 45,6 код жена). У насељу има 215 домаћинстава, а просечан број чланова по домаћинству је 3,22 (попис 2002).
Ово насеље је углавном насељено Румунима (према попису из 2002. године).
|  |

| Демографија | Демографија | Демографија |
| Година      | Становника  | Становника  |
| ----------- | ----------- | ----------- |
| 1948.       | 1.261       |             |
| 1953.       | 1.295       |             |
| 1961.       | 1.393       |             |
| 1971.       | 1.254       |             |
| 1981.       | 1.207       |             |
| 1991.       | 1.107       | 838         |
| 2002.       | 693         | 888         |

| Етнички састав према попису из 2002.‍ | Етнички састав према попису из 2002.‍ | Етнички састав према попису из 2002.‍ | Етнички састав према попису из 2002.‍ | Етнички састав према попису из 2002.‍ |
| ------------------------------------ | ------------------------------------ | ------------------------------------ | ------------------------------------ | ------------------------------------ |
|                                      |                                      |                                      |                                      |                                      |
| Румуни                               | Румуни                               |                                      | 557                                  | 80,37%                               |
| Срби                                 | Срби                                 |                                      | 52                                   | 7,50%                                |
| Роми                                 | Роми                                 |                                      | 35                                   | 5,05%                                |
| Мађари                               | Мађари                               |                                      | 16                                   | 2,30%                                |
| Власи                                | Власи                                |                                      | 6                                    | 0,86%                                |
| Хрвати                               | Хрвати                               |                                      | 2                                    | 0,28%                                |
| Албанци                              | Албанци                              |                                      | 2                                    | 0,28%                                |
| Југословени                          | Југословени                          |                                      | 2                                    | 0,28%                                |
| Македонци                            | Македонци                            |                                      | 1                                    | 0,14%                                |
| непознато                            | непознато                            |                                      | 12                                   | 1,73%                                |

| Година пописа     | 1948. | 1953. | 1961. | 1971. | 1981. | 1991. | 2002. |
| ----------------- | ----- | ----- | ----- | ----- | ----- | ----- | ----- |
| Број домаћинстава | 309   | 315   | 346   | 293   | 325   | 317   | 215   |

| Број чланова      | 1  | 2  | 3  | 4  | 5  | 6  | 7 | 8 | 9 | 10 и више | Просек |
| ----------------- | -- | -- | -- | -- | -- | -- | - | - | - | --------- | ------ |
| Број домаћинстава | 46 | 52 | 30 | 29 | 32 | 14 | 4 | 7 | 1 | 0         | 3,22   |

| Пол    | Укупно | Неожењен/Неудата | Ожењен/Удата | Удовац/Удовица | Разведен/Разведена | Непознато |
| ------ | ------ | ---------------- | ------------ | -------------- | ------------------ | --------- |
| Мушки  | 285    | 60               | 185          | 22             | 16                 | 2         |
| Женски | 305    | 40               | 184          | 68             | 12                 | 1         |
| УКУПНО | 590    | 100              | 369          | 90             | 28                 | 3         |

| Пол    | Укупно                    | Пољопривреда, лов и шумарство | Рибарство                            | Вађење руде и камена | Прерађивачка индустрија       |
| ------ | ------------------------- | ----------------------------- | ------------------------------------ | -------------------- | ----------------------------- |
| Мушки  | 142                       | 101                           | 3                                    | 0                    | 18                            |
| Женски | 90                        | 74                            | 0                                    | 0                    | 3                             |
| УКУПНО | 232                       | 175                           | 3                                    | 0                    | 21                            |
| Пол    | Производња и снабдевање   | Грађевинарство                | Трговина                             | Хотели и ресторани   | Саобраћај, складиштење и везе |
| Мушки  | 0                         | 7                             | 1                                    | 0                    | 3                             |
| Женски | 0                         | 0                             | 5                                    | 0                    | 0                             |
| УКУПНО | 0                         | 7                             | 6                                    | 0                    | 3                             |
| Пол    | Финансијско посредовање   | Некретнине                    | Државна управа и одбрана             | Образовање           | Здравствени и социјални рад   |
| Мушки  | 0                         | 0                             | 2                                    | 0                    | 2                             |
| Женски | 0                         | 0                             | 0                                    | 5                    | 2                             |
| УКУПНО | 0                         | 0                             | 2                                    | 5                    | 4                             |
| Пол    | Остале услужне активности | Приватна домаћинства          | Екстериторијалне организације и тела | Непознато            | Непознато                     |
| Мушки  | 3                         | 0                             | 0                                    | 2                    | 2                             |
| Женски | 0                         | 0                             | 0                                    | 1                    | 1                             |
| УКУПНО | 3                         | 0                             | 0                                    | 3                    | 3                             |

## Галерија
- Споменик природе "Стража"
- Споменик природе "Стража"
- Споменик природе "Стража"
- Споменик природе "Стража"
- Споменик природе "Стража"